# Martin Loeb
Martin Loeb (Parigi, 11 marzo 1959 – Parigi, 22 marzo 2025) è stato un attore francese.

## Biografia
Era figlio di Cécile Odartchenko, scrittrice ed editrice, e del gallerista Albert Loeb, e nipote del gallerista Pierre Loeb e di Georges Odartchenko, pittore e poeta. Aveva due fratelli: l'attrice e cantante Caroline e l'editore e gallerista Frédéric.
Esordì come attore nel 1974 nel film Mes petites amoureuses - I miei primi piccoli amori. Raggiunse il successo nel 1977 interpretando il ruolo di Fabrizio nel controverso film Maladolescenza, dove comparve in scene di nudo insieme alle giovani attrici Lara Wendel ed Eva Ionesco.  Nel 1979, dopo aver recitato in Roberte, abbandonò la carriera cinematografica.

## Filmografia
- Mes petites amoureuses - I miei primi piccoli amori (Mes petites amoureuses), regia di Jean Eustache (1974)
- Chissà se lo farei ancora (Si c'était à refaire), regia di Claude Lelouch (1976)
- Maladolescenza, regia di Pier Giuseppe Murgia (1977)
- Roberte, regia di Pierre Zucca (1979)